# Eydie Gormé
Eydie Gormé, rodným jménem Edith Gormezano (16. srpna 1928 New York – 10. srpna 2013 Las Vegas, Nevada), byla americká zpěvačka, která měla hity na popových a latinských popových žebříčcích. Zpívala sólově a se svým manželem, Stevem Lawrenceem, na albech, v televizi, na Broadwayi a v Las Vegas.

## Časný život
Gormé se narodila v Bronxu sefardským židovským rodičům. Její otec se narodil na Sicílii, její matka v Turecku. Mluvili doma několika jazyky, včetně Ladino, který má kořeny ve španělštině. Po absolvování vysoké školy William Howard Taft, kterou navštěvovala se Stanleym Kubrickem, našla Gormé práci překladatele. V noci studovala na City College. O víkendech zpívala v kapele vedené Kenem Greengrassem.

## Diskografie

### Alba
Solo
- Delight (1956)
- Eydie Gorme (1957)
- Eydie Swings the Blues (1957)
- Eydie Gorme Vamps the Roaring 20's (1958)
- Eydie in Love (1958)
- Gorme Sings Showstoppers (1958)
- Love Is a Season (1958)
- Eydie Gorme on Stage (1959)
- Eydie in Dixieland (1959)
- Come Sing with Me (1961)
- I Feel So Spanish (1961)
- Very Best of Eydie Gorme(1961)
- Best of Eydie Gorme(1962)
- Blame It on the Bossa Nova (1963)
- Let the Good Times Roll (1963)
- Gorme Country Style (1964)
- Great Songs from 'The Sound of Music' & Broadway (1965)
- Don't Go to Strangers (1966)
- Softly, as I Leave You (1967)
- The Look of Love (1968)
- Eydie (1968)
- Yes Indeed!(1969)Harmony
- With All My Heart(1969)Harmony
- Otra Vez (1969)
- Melodies of love(1970)Harmony
- Tonight I'll Say a Prayer (1970)
- If He walked Into My Life(1971)Harmony
- It Was a Good Time (1971)
- La Gorme (1976)
- Muy Amigos/Close Friends with Danny Rivera (1977)
- Since I Fell For You (1981)
- Tomame O Dejame (1982)
- De Corazon a Corazon (1988)
- Eso Es El Amor (1992)
- Silver Screen (1992)
- Blame It on the Bossa Nova+ 2 Bonus Track(2002)
- Tonight I'll Say a Prayer / It Was a Good Time (2005)
- Don't Go to Strangers / Softly As I leave you (2012)
- Since I Fell For You + 5 Bonus Track(2014)
- An American Treasure (2015)

Se Steve Lawrence
- Steve & Eydie (1958)
- We Got Us (1960)
- Our Best to You (1961)
- Cozy (1961)
- Two on the Aisle (1962)
- Steve & Eydie at the Movies (1963)
- That Holiday Feeling (1964)
- Steve & Eydie Together on Broadway (1967)
- Bonfa & Brazil with Luis Bonfa (1967)
- Golden Rainbow (1968)
- Real True Lovin'  (1969)
- What It Was, Was Love (1969)
- A Man and a Woman (1970)
- This Is Steve & Eydie (1971)
- This Is Steve & Eydie, Vol. 2 (1972)
- The World of Steve & Eydie (1972)(2009)
- Feelin'  (1972)
- Songs by Steve & Eydie (1972)
- Steve & Eydie Together (1975)
- Our Love Is Here to Stay (1976)
- Together Forever(1984)
- Hallelujah (1984)
- Through the Years (1985)
- Alone Together (1990)
- Happy Holidays (1990)
- Steve & Eydie and Friends Celebrate Gershwin (1990)
- Steve & Eydie and Friends Celebrate Porter (1990)
- Steve & Eydie and Friends Celebrate Berlin (1990)
- Together on Broadway/Two on the Isle (2001)
- To You from Us (2009)
- Cozy/A Man & a Woman (2013)
- Cozy/Two On the Isle (2013)

S Trio Los Panchos
- Amor (1964)
- More Amor (1965)
- Navidad Means Christmas (1966)
- Canta en Español (1970)
- Cuatro Vidas (1970)

## Děti
Gormé a Lawrence měli dva syny. David Nessim Lawrence (nar. 1960) je ceněný skladatel ASCAP, který složil hymnu pro High School Musical. Michael Robert Lawrence (1962-1986) zemřel ve věku 23 let na komorové fibrilace z nediagnostikovaného srdečního stavu.
Gormé a Lawrence byli v Atlantě, v Georgii, v době smrti Michaela Lawrencea, který předtím hrál v divadle Fox. Frank Sinatra, rodinný přítel, poslal své soukromé letadlo, aby letělo do New Yorku, aby se setkal s Davidem Lawrenceem, který navštěvoval školu. Po smrti svého syna Gormé a Lawrence pozastavili turné po dobu jednoho roku.

## Úmrtí
Gormé zemřela 10. srpna 2013, šest dní před 85. narozeninami, v Sunrise Hospital & Medical Center v Las Vegas po krátké nezveřejněné nemoci. Byla pohřbena na Hillside Memorial Park v Los Angeles v Kalifornii.
Lawrence vydal prohlášení: "Eydie byla mým partnerem na jevišti a v životě více než 55 let. Zamiloval jsem se do ní od chvíle, kdy jsem ji uviděl a ještě víc, když jsem ji slyšel poprvé zpívat. Je nepředstavitelné, že svět ztratil jednoho z největších popových zpěváků všech dob."